# Centro Espacial Nacional Imán Jomeiní
Centro Espacial Nacional Imán Jomeiní  (en persa: پایانه فضایی امام خمینی ) es una base espacial para cohetes de la Agencia Espacial Iraní en el desierto de la provincia de Semnán a 220 kilómetros al sureste de Teherán y forma parte del Centro Espacial de Semnán. Fue anunciada por el ministro de Defensa iraní Ahmad Vahidi el 7 de junio de 2017, aniversario de la muerte de Ruhollah Jomeini. La base espacial se inauguró oficialmente el 27 de julio con el lanzamiento del cohete portador del satélite Simurg.

## Historial de lanzamientos
| Vuelo No | Fecha (GMT)         | Carga            | Tipo   | Resultado   | Notas                                                                                         |
| -------- | ------------------- | ---------------- | ------ | ----------- | --------------------------------------------------------------------------------------------- |
| 1        | 19 de abril de 2016 | Sin carga        | Simurg | Exitoso     | Prueba de vuelo suborbital                                                                    |
| 2        | 27 de julio de 2017 | Sin carga        | Simurg | Fallido     | Inauguración oficial, prueba de vuelo; fallo de la segunda etapa                              |
| 3        | 15 de enero de 2019 | Satélite Payam   | Simurg | Fallido     | Fallo en la tercera etapa.                                                                    |
| 4        | septiembre de 2019  | Satélite Nahid 1 | Simurg | Desconocido | En un principio declarado como lanzado y fallido por Donald Trump, la agencia iraní lo niega. |